# Benjamin Pedersen
Benjamin Pedersen (Kopenhagen, 5 november 1999) is een Deens-Amerikaans autocoureur.

## Carrière
Pedersen maakte zijn debuut in het formuleracing in 2016 in het Amerikaanse Formule 4-kampioenschap, waarin hij uitkwam voor het team Leading Edge Grand Prix. In de seizoensopener op de Mid-Ohio Racing Car Course behaalde hij direct een podiumplaats, maar in de rest van het seizoen wist hij niet meer in de top 3 te finishen. Met 57 punten werd hij tiende in de eindstand. In 2017 bleef hij actief in het kampioenschap bij hetzelfde team, dat de naam had veranderd naar Global Racing Group. Hij won drie races, allemaal op het Circuit of the Americas, en stond in drie andere races op het podium. Met 147 punten werd hij vierde in het klassement.
In 2018 reed Pedersen een dubbel programma in zowel de Amerikaanse Formule 4 als in het eerste seizoen van de Amerikaanse Formule 3, waarin hij in beide klassen voor Global Racing Group uitkwam. In de Formule 4 won hij twee races op de Virginia International Raceway en op Road Atlanta en stond hij in twee andere races op het podium. Met 166 punten werd hij vijfde in de eindstand. In de Formule 3 moest hij twee raceweekenden missen omdat hij op dat moment in de Formule 4 reed. In tien van de elf races waarin hij wel reed, kwam hij op het podium terecht, maar wist hij desondanks geen races te winnen. Met 183 punten werd hij achter de dominerende Kyle Kirkwood (die vijftien van de zeventien races won) en Baltazar Leguizamón derde in het kampioenschap.
In 2019 reed Pedersen opnieuw een dubbel programma; ditmaal was dit, naast de Amerikaanse Formule 3, in de Britse Formule 3. In Amerika bleef hij bij Global Racing Group rijden, terwijl hij in het Britse kampioenschap bij Douglas Motorsport reed. In de Amerikaanse Formule 3 miste hij twee weekenden, omdat zijn focus lag bij het Britse kampioenschap. Desondanks won hij zeven van de tien races waarin hij wel reed en kwam hij in twee andere races op het podium terecht. Aangezien hij niet het volledige seizoen reed, werd hij achter Dakota Dickerson tweede in de eindstand met 221 punten. In het Britse kampioenschap won hij een race op Silverstone en stond hij ook op het Snetterton Motor Racing Circuit op het podium, maar in de rest van het seizoen wist hij niet regelmatig goede resultaten te halen. Zodoende werd hij met 200 punten veertiende in het klassement.
In 2020 kwam Pedersen fulltime uit in de Britse Formule 3, waarin hij voor Double R Racing reed. Opnieuw won hij een race op Silverstone en behaalde hij hiernaast podiumplaatsen op Snetterton en Donington Park. Met 299 punten verbeterde hij zichzelf naar de negende plaats in het kampioenschap. Tevens reed hij in de eerste twee raceweekenden van de Amerikaanse Formule 3, dat voor dit seizoen was omgedoopt tot het Formula Regional Americas Championship, en zette zijn samenwerking met Global Racing Group voort. Een vierde plaats in de seizoensopener op Mid-Ohio was zijn beste klassering en hij werd met 30 punten twaalfde in de eindstand. Tevens reed hij voor Double R Racing in het voorlaatste raceweekend van de Euroformula Open op Spa-Francorchamps, waarin hij de eerste twee races als achtste en vijfde eindigde, maar in de laatste race uitviel.
In 2021 maakt Pedersen de overstap naar de Indy Lights, waarin hij uitkomt voor het team GRG with HMD Motorsports.